# Sierra astečki (jezik)
Sierra astečki (sierra de puebla nahuatl, sierra de puebla nahuat, sierra aztec, zacapoaxtla aztec, zacapoaxtla mejicano; highland puebla nahuatl; ISO 639-3: azz), jedan od astečkih jezika juto-astečke porodice, kojim govori oko 125 000 Asteka (1983) na sjeveroistoku meksičke države Puebla. Neki od njih bilingualni su u španjolskom ili totonačkom.
Jedan je od dvadesetak astečkih jezika.

## Vanjske poveznice
- Ethnologue (14th)
- Ethnologue (15th)